# Municipio de Lisbon (Dakota del Sur)
El municipio de Lisbon (en inglés: Lisbon Township) es un municipio ubicado en el condado de Davison en el estado estadounidense de Dakota del Sur. En el año 2010 tenía una población de 140 habitantes y una densidad poblacional de 1,5 personas por km².

## Geografía
El municipio de Lisbon se encuentra ubicado en las coordenadas 43°37′46″N 98°8′46″O / 43.62944, -98.14611. Según la Oficina del Censo de los Estados Unidos, el municipio tiene una superficie total de 93.53 km², de la cual 93,53 km² corresponden a tierra firme y (0 %) 0 km² es agua.

## Demografía
Según el censo de 2010, había 140 personas residiendo en el municipio de Lisbon. La densidad de población era de 1,5 hab./km². De los 140 habitantes, el municipio de Lisbon estaba compuesto por el 97,86 % blancos y el 2,14 % eran de una mezcla de razas. Del total de la población el 0 % eran hispanos o latinos de cualquier raza.